# A táguló világegyetem elmélete
A táguló világegyetem fogalmát a tudósok már 1916 óta vizsgálják, amikor is Albert Einstein közzétette az általános relativitáselméletét. Ennek értelmében a gravitáció nem más, mint a tér görbültségének a megnyilvánulása. Az elméletet megfigyelések sorozata támasztja alá.
A kozmikus infláció, vagy az úgynevezett "felfúvódás" a tér exponenciális terjeszkedésének az elmélete. A tulajdonképpeni felfúvódás 10−36 másodperccel a feltételezett ősrobbanás után következett be, majd 10−33 - 10−32 másodpercnél ért véget. Ezután a világegyetem tovább tágul, de kevésbé gyors ütemben.
A felfúvódás elméletét először Alekszej Sztarobinszkij a Szovjetunióban, majd Alan Guth vizsgálta 1979-ben Cornellben, az Egyesült Államokban. Majd az 1980-as években tovább fejlesztették kutatásaikat.
Számos fizikus úgy véli, hogy a felfúvódás megmagyarázza a világegyetem izotróp természetét. Minden egyes galaxis vagy  galaxishalmaz minden másiktól távolodik. Az egész folyamatot leginkább úgy lehet elképzelni, mintha maga a galaxisok közötti tér tágulna vagy nyúlna meg, nem pedig úgy, mintha a galaxishalmazok valamilyen abszolút térben távolodnának egymástól.
2002-ben az infláció kiterjesztésének elméletéért három fizikus nyerte el az úgynevezett "Dirac" díjat: Alan Guth, Andrej Linde és Paul Steinhardt.  2012-ben Alan Guth és Andrej Linde vehette át a Fundamental Physics díjat, amit a fizika alapjait érintő kutatásokért adományoznak.

## Alan Guth inflációs elmélete
Alan Guth elmélete azon alapul, hogy az ősrobbanás után a világegyetem rendkívül forró állapotban volt és a részecskék nagyon nagy mozgási energiával száguldoztak benne. A természet négy alapvető eleme (gravitáció, elektromágneses és az erős, illetve gyenge nukleáris erők) még nem különültek el, hanem egyetlen szupererőként hatottak. A világegyetem tágulása révén a hőmérséklet hűvösebbé vált, így a részecskék energiája is csökkent és az erők is elkezdtek elkülönülni egymástól. A kezdeti szimmetriájuk sérült, mivel egyik a másik után fagyott ki. Ez azonban nem mindenhol ugyanúgy ment végbe, mert ellenkező esetben túlhűlés következett volna be.
A világegyetemet buborékszerű régiókra osztotta, amelyek külön-külön estek át ezeken a folyamatokon, ahol a hőmérséklet a határérték alá esett, anélkül, hogy az erők közötti szimmetria sérült volna. Az eredmény egy instabil, túlhűtött állapot, amelyben az erők energiája nagyobb volt annál, mintha az erők közötti szimmetria sérült volna. Ennek a lényege, amit Stephen Hawking is alátámaszt, hogy ebben a korszakban az infláció rendkívül gyors volt, gyorsabb a fénysebességnél is. Még ahol az átlagosnál több részecske gyűlt össze, ott sem tudott a gravitációs erő felülkerekedni a táguláson. Amint a részecskék távolodtak, egy továbbra is táguló világegyetemet eredményeztek, ahol a részecskék egymástól távol helyezkednek el. A tágulás kisimította az egyenlőtlenségeket, vagyis a mára ismert homogén világegyetem számos kiinduló állapotból alakulhatott ki. A tágulás üteme magától állhatott be a kritikus érték közelébe, megoldva ezzel a laposság problémáját, anélkül, hogy szűk határok közti kezdeti állapotot kellene feltételeznünk.
Mitől lassult le a tágulás? Alan Guth szerint amikor a túlhűtöttség állapota beállt a sértetlen szimmetriájú közegbe, sérült szimmetriájú buborékok ágyazódtak be. Ezek tágultak, majd összeolvadtak, míg már mindenhol a térrész ezekből a sérült szimmetriájú fázisból állt. Azóta a világegyetem ma is, többé-kevésbé látható módon, folyamatosan tágul.
Guth elméletével azonban volt egy probléma. A túlságosan gyorsan táguló buborékok túl hamar összeértek volna, így a világegyetemben számos egyenlőtlenség marad, a sűrűség és a tágulás üteme erős ingadozásokat mutat a régiók között, ami elképzelhetetlen. Ennek ellenére Guth nyilvánosságra hozta elméletét.

## Andrej Linde elmélete
Linde Guthot megelőzve már végigjárta ugyanazt a gondolatmenetet, de ő is rájött a problémára. Így mivel Guth kevésbé volt félénk, orosz kollégáját megelőzve elsőként publikálhatta az inflációról szóló elméletét. Mégis Andrej Linde hamarosan az inflációs kozmológiai kutatások vezető alakjává vált. 1981-ben Linde még viszonylag tapasztalatlan és kevéssé ismert fizikus volt, amikor a moszkvai konferencián találkozott Hawkinggal. A konferencián mindketten előadást tartottak. Stephen Hawking az infláció miatti nagy sűrűségingadozásról, miszerint ilyen körülmények között nem maradhatott volna vissza a mienkhez hasonló világegyetem. Linde saját előadásában a nyár folyamán kidolgozott új inflációs elméletéről számolt be, amellyel megoldotta saját elmélete és Guth elméletének problémáit.
Minthogy egyes tartományok gerjesztési energiája a véletlenszerű ingadozásoknak köszönhetően nagyon nagy lesz, ezekben a régiókban sokkal nagyobb mértékű lesz, mint amekkorát az eredeti elméletben feltételeztünk. Mivel ezek a tartományok fúvódnak fel legjobban nagy valószínűséggel, ha a világegyetemben kiválasztunk egy pontot találomra, a kapott régió egy ilyen, az átlagosnál erősebben felfúvódott állapotú lesz. Nagyon valószínű, hogy mi is egy ilyen szuperfelfúvódott tartomány mélyén helyezkedünk el. (Számításai szerint egy ilyen "buborék" mérete akár 10108-szorosára nő). A mi óriási tartományunk csak egy a végtelenül sok, nagyon nagy mértékben felfúvódott buborékok közül. Ezért a világegyetem viszonylag homogén, egyenletes eloszlású, ami elképzelhetetlenül messzire nyúlik, a belátható világegyetem határain túlra. A mi "buborékunkon" túl azonban újabb buborékok következnek, olyanok is, amelyeken éppen most megy keresztül a felfúvódás. Linde modellje szerint a felfúvódás valójában sohasem ér véget. Mindig van a térnek olyan tartománya, ahol épp most kezdődik a felfúvódás, miközben más buborékok leélik életüket és elpusztulnak. Megvalósul tehát az "örök világegyetem" egy változata. Soha nem ér véget az egyre újabb világegyetemek keletkezése az infláció révén, így valószínűleg kezdet sincs, bár ez utóbbit illetően nem egységesek a vélemények.

### Linde elmélete túlélési lehetőség utódaink számára?
Elkerülhető-e a "világvége" oly módon, hogy Linde elmélete szerint az idők végezetéig átköltözünk egy fiatalabb buborékba?
Andrej Linde ezt a kérdést tette fel a Physics Letters című folyóiratban 1989-ben az Élet a felfúvódás után című cikkében. "Ezekből az eredményekből az következik, hogy a felfúvódó világegyetemben soha nem fog eltűnni az élet" - írja. "Sajnos ez a következtetés azonban nem jelenti azt, hogy túlságosan optimisták lehetünk az emberiség jövőjét illetően." Mivelhogy egy adott buborék lassan lakhatatlanná válik, Linde arra a következtetésre jut, hogy: "A túlélés egyetlen pillanatnyilag elképzelhető stratégiájának az látszik, hogy az öregedő buborékokból átvándorlunk az újabbakba."
Ebben az elméletben a hozzánk legközelebb levő ilyen buborék távolságát fényévekben körülbelül úgy tudnánk kifejezni, hogy az 1-es után több millió nullát tennénk. Még ha fénysebességgel tudnánk is utazni, az ugyanennyi évbe telne.